# Ogólnopolskie Seminarium dla Starszych Kandydatów do Święceń
Ogólnopolskie Seminarium Duchowne dla Starszych Kandydatów do Święceń (inaczej nazywane: Seminarium 35+) – seminarium duchowne w Łodzi przygotowujące do stanu duchownego kleryków polskich diecezji, którzy ukończyli 35. rok życia. Erygowane przez Konferencję Episkopatu Polski 11 czerwca 2014. Po święceniach diakonatu klerycy wracają do swoich rodzinnych diecezji, z której zostali delegowani przez biskupów ordynariuszy. W latach 2015–2019 seminarium mieściło się w Krakowie Nowej Hucie przy kościele oo. cystersów.
Od września 2019 seminarium mieści się w budynku przy archikatedrze łódzkiej. W tym samym gmachu ma swoją siedzibę Wyższe Seminarium Duchowne w Łodzi.

## Rektorzy
| 1. | ks. dr Józef Morawa           | 2015–2019 |
| 2. | ks. dr hab. Sławomir Szczyrba | od 2019   |